# La Heutte

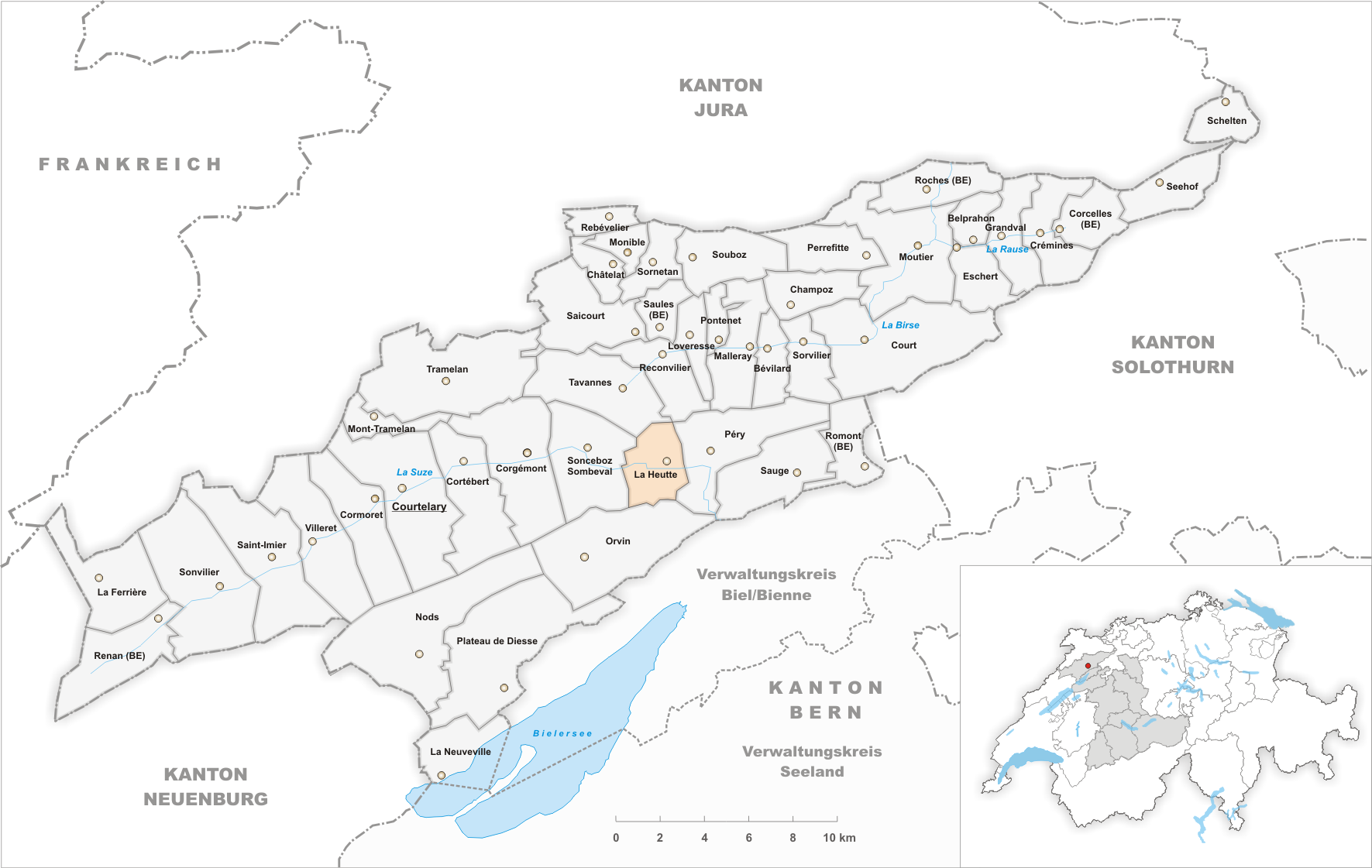
Gemeindestand vor der Fusion am 1. Januar 2015

La Heutte ist ein Ort in der Gemeinde Péry-La Heutte im Verwaltungskreis Berner Jura des Kantons Bern in der Schweiz. Bis am 31. Dezember 2014 war La Heutte eine eigenständige politische Gemeinde. Auf den 1. Januar 2015 fusionierte diese mit der Gemeinde Péry zur neuen Gemeinde Péry-La Heutte. Der frühere deutsche Name Hütte wird heute nicht mehr verwendet.

## Geographie
La Heutte liegt auf 615 m ü. M., sechs Kilometer nördlich von Biel (Luftlinie). Das Dorf erstreckt sich im Tal der Schüss (französisch Suze) zwischen zwei Antiklinalen des Juras.
Die Fläche des acht Quadratkilometer grossen Gebiets der ehemaligen Gemeinde umfasst einen Abschnitt des unteren Schüsstals mit rund 500 m breitem Talboden. Im Norden erstreckt sich das Gebiet bis auf den Kamm der Montoz-Kette, auf der mit 1285 m ü. M. der höchste Punkt von La Heutte erreicht wird. Nach Süden reicht La Heutte auf den östlichsten Ausläufer der Chasseral-Kette (bis 1193 m ü. M.). In dieser Kette ist durch Erosion eine Halbklus entstanden. Ein Teil des während Jahrmillionen abgetragenen Gesteinsmaterials bildet einen Schwemmkegel im Bereich der Métairie de Nidau südlich der Schüss. Von der ehemaligen Gemeindefläche entfielen 1997 9 % auf Siedlungen, 67 % auf Wald und Gehölze, 23 % auf Landwirtschaft, und etwas weniger als 1 % war unproduktives Land.
Zu La Heutte gehören zahlreiche Einzelhöfe, die weit verstreut im Tal und auf den Jurahöhen liegen. Nachbarn von La Heutte sind der andere Ortsteil von Péry-La Heutte, Péry, sowie die Gemeinden Sonceboz-Sombeval, Orvin, Reconvilier und Tavannes.

## Bevölkerung
Mit 485 Einwohnern (Stand 31. Dezember 2013) gehörte La Heutte zu den kleineren Gemeinden des Berner Juras. Im Jahr 2000 waren von den Bewohnern 75,2 % französischsprachig, 20,1 % deutschsprachig und 2,8 % spanischsprachig. Die Bevölkerungszahl von La Heutte belief sich 1850 auf 271 Einwohner, 1900 auf 400 Einwohner. Seit 1950 (344 Einwohner) wurde eine deutliche Bevölkerungszunahme verzeichnet.

## Politik
Die Wähleranteile der Parteien anlässlich der Nationalratswahlen 2011 betrugen in La Heutte: SVP 32,7 %, SP 28,5 %, BDP 9,3 %, GPS 6,0 %, FDP 5,9 %, CVP 4,3 %, Les Rauraques 3,7 %, AL 1,8 %, Piraten 1,7 %, EVP 1,4 %, glp 1,3 %, SLB 1,3 %, PNOS 0,8 %, EDU 0,6 %, PdA 0,6 %, SD 0,1 %.

## Wirtschaft
La Heutte war bis ins 20. Jahrhundert ein landwirtschaftlich geprägtes Dorf. Ausserhalb des primären Sektors gab es Arbeitsplätze in der Uhrenherstellung, in einer Sägerei sowie im lokalen Kleingewerbe. In den letzten Jahrzehnten hat sich in La Heutte ein Gartenbauunternehmen etabliert, das viele Arbeitsplätze sichert. Zwei Wasserkleinkraftwerke, deren Geschichte bis ins Jahr 1622 zurück zu verfolgen ist, sind restauriert worden. Die Kraftwerke stehen an der Stelle der ehemaligen Mühle des Abraham Bendicht des Jungen von Hütten (heute La Heutte, die Glashütte). 2018 wurde das altehrwürdige Restaurant «de la Croix Fédérale» neueröffnet. Das Restaurant wurde mit Hilfe der Denkmalpflege im Stil des 19. Jahrhunderts restauriert.
Zahlreiche Erwerbstätige sind Wegpendler und arbeiten hauptsächlich im nahen Biel.

## Verkehr
La Heutte ist verkehrsmässig gut erschlossen. Sie liegt an der Hauptstrasse von Biel nach La Chaux-de-Fonds. Mit der Eröffnung der Autobahn A16 von La Heutte nach Tavannes wurde der Ort 1997 vom Durchgangsverkehr entlastet. Am 30. April 1874 wurde die Eisenbahnlinie von Biel nach Convers mit einem Bahnhof in La Heutte eröffnet.

## Geschichte
Die erste schriftliche Erwähnung von La Heutte erfolgte 1370 unter dem deutschen Namen Zur Hütte. Seit Anfang des 15. Jahrhunderts ist eine Glashütte im Ort bezeugt. Erst 1727 erscheint der heutige französische Ortsname. Das Dorf gehörte bis 1797 zur Herrschaft Erguel, die dem Fürstbistum Basel unterstand, wobei auch die Stadt Biel zeitweise grösseren Einfluss ausübte und 1530 die Reformation einführte. Von 1797 bis 1815 gehörte La Heutte zu Frankreich und war anfangs Teil des Département Mont-Terrible, das 1800 mit dem Département Haut-Rhin verbunden wurde. Durch den Entscheid des Wiener Kongresses kam der Ort 1815 an den Kanton Bern zum Bezirk Courtelary.
Bis am 31. Dezember 2014 war La Heutte eine eigenständige Gemeinde.

## Sehenswürdigkeiten
Im alten Ortskern befinden sich einige typische Bauernhäuser aus dem 18. und 19. Jahrhundert. Die ehemalige Schule mit Glockenturm stammt von 1839. An einer kleinen Felswand in der Forêt de l’Envers, südlich von La Heutte, kann man die Fussspuren von Dinosauriern sehen. Zwei Wasserkleinkraftwerke mit kleinem Museum können besichtigt werden. Die Suze (Schüss) lädt zum Verweilen ein, auch sonst sind viele Wanderungen vom Bahnhof aus möglich. Im «Paradis» ist ein bei Kletterern beliebter Park mit allen Schwierigkeitsgraden vom Bahnhof aus in 5 Minuten zu erreichen.